# Савченко Григорій Тимофійович
Григорій Тимофійович Савченко (* 18 квітня 1966, с. Малі Будки, Сумська область) — український підприємець і політик. Депутат Сумської обласної ради від БЮТ. Протягом 2005—2010 — генеральний директор ОКАП «Сумиоблагроліс». Нагороджений орденом Святого Миколи Чудотворця, орденом «За заслуги» III ступеня, 6 медалями.

## Життєпис
З 1984 до 1985 року проходив військову службу у складі 56-ї десантно-штурмової бригади обмеженого контингенту радянських військ в Афганістані.
У 1992 закінчив Сумський філіял Харківського політехнічного інституту. Після навчання був підприємцем. з 2005 року став генеральним директором ОКАП «Сумиоблагроліс». За час його керівництва підприємство занепало, почали накопичуватися багатомільйонні борги. Звільнений з посади 23 квітня 2010 року.
Дружина: Людмила Володимирівна. Мають 2 дітей — Юля (1989 р. н.) та Максим (1994 р. н.).